# District de Shuangliu
Le district de Shuangliu (双流区 ; pinyin : Shuāngliú Qū) est un district administratif de la province du Sichuan en Chine. Il est placé sous la juridiction de la ville sous-provinciale de Chengdu.

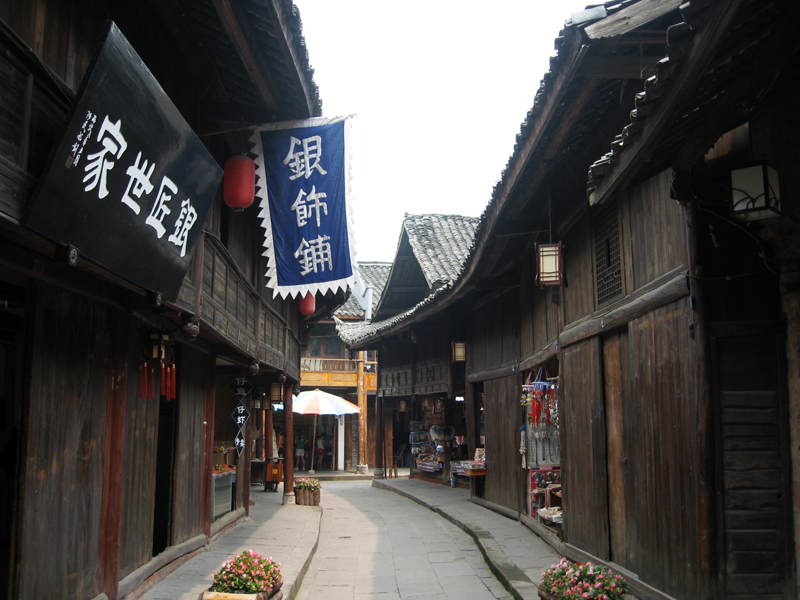
Ruelle du village de Huanglongxi (黄龙溪镇)

Le village historique de Huanglongxi (黄龙溪镇, huánglóngxī zhèn), est situé sur ce District.

## Histoire
Pendant 1959 et 1962, Shuangliu était fusionné dans le Xian de Wenjiang (aujourd'hui District de Wenjiang).
En 1965, le Xian de Huayang est fusionné avec Shuangliu.
Le Xian de Shuangliu est changé le statut en « District » depuis le Décembre 2015, grâce à son haut taux d'urbanisation.

## Démographie
La population du district était de 854 293 habitants en 1999.